# 平成26年8月豪雨
平成26年8月豪雨（へいせいにじゅうろくねんはちがつごうう）とは、2014年（平成26年）7月30日から8月26日にかけて、台風12号、11号および前線と暖湿流により日本の広範囲で発生した豪雨について、気象庁が定めた名称。
この豪雨は、京都府福知山市に大規模な洪水被害をもたらし、兵庫県丹波市や広島県広島市に大規模な土砂災害をもたらした。前線や暖湿流により大気が不安定で大雨が起こりやすい状況は、発表時の8月22日時点も継続していた。

## 名称
2014年8月における豪雨は、被害が北陸、東海、近畿、中国、四国など広範囲にわたったことから、2014年8月22日に気象庁によって、特定の地名を付加することなく、「平成26年8月豪雨」と命名された。しかし、特に広島市での土砂災害を明示する名称として、共同通信、朝日新聞、毎日新聞、産経新聞などの各報道機関が、「広島土砂災害」の名称を使用している。一方、広島市以外の地域で起きた災害被害に特化した名称として、京都新聞、両丹日日新聞が「福知山豪雨」と、読売新聞、毎日新聞、神戸新聞が「丹波豪雨」と、高知新聞が「2014高知豪雨」との独自の名前を付けて、報道を行っている。また、各中央省庁は、台風における被害そのものに対して、「平成26年台風第12号及び第11号による被害」と名付けて応対している。

## 概要
この豪雨は、気象庁により、大きく三段階に区分されている。
一つ目は、2014年8月1日から5日までの台風12号による四国を中心とした大雨である。また、台風から遠く離れた北海道、東北でも、北日本に停滞していた前線が活発化し、大雨がもたらされた。
二つ目は、8月7日から11日までの台風11号による東海、近畿、四国地方などでの大雨である。また、この台風の影響で、栃木県において竜巻が発生し被害が出た。
三つ目は、台風一過の8月11日以降も日本列島に停滞した前線がもたらした局地的な豪雨である。前線や暖湿流は、特に8月16日から17日かけて福知山市や丹波市などに豪雨を、8月19日夜から20日未明にかけて広島に豪雨をもたらした。福知山市では、市街地の約2,500世帯が浸水し、丹波市では住家被害1,023戸死者1名および林地崩壊256か所、広島市安佐北区と安佐南区では、多数の土砂災害が発生し、74名の死者をだす（平成26年8月豪雨による広島市の土砂災害）など甚大な被害が発生した。

## 原因
この豪雨に共通する原因として、日本列島への暖かく湿った空気（暖湿流）の断続的な流入がある。2014年の7月末から8月中旬、太平洋高気圧の勢力中心は本州南東沖にあって、西日本方面への張り出しが例年よりも弱かった。このため、西日本は例年に比べて台風の通過経路となりやすく、また、南方から暖湿流が流れ込みやすい状況が断続的に続いていた。更に上空の偏西風は、7月末から8月上旬は北偏してモンゴルから北海道の北付近を流れていたが、8月中旬は日本の西側、中国沿海部付近で南に、北海道東方沖で北にそれぞれ蛇行する「西谷」が続き、大気が不安定となりやすい状態が続いた。
このような中、7月下旬に発生した台風12号は、偏西風が弱いためゆっくりと北上を続けた。このとき台風からの暖湿流と太平洋高気圧の辺縁部を回る暖湿流が合流しながら日本列島に流れ込み続ける状態となり、降水帯の連続的な通過が目立った四国太平洋側を中心に大雨が降った。同様の状況で、8月上旬に接近した台風11号もゆっくりと北上したが、10日に四国に上陸した頃から偏西風は南下して台風が速度を速めるなど、状況は変化した。しかし、前線（秋雨前線）が西日本の日本海側から北海道・東北付近にかけて伸び停滞を始めたため、背景は異なるが暖湿流が流れ込みやすい状態が継続し、前線の付近では断続的に大雨が降った。
8月中旬は、偏西風の蛇行により前述したように西谷の状態が続き、降水帯の連続的な通過により、引き続き日本海側を中心とする西日本や東北で断続的に大雨が降った。特に、岐阜、京都、広島などで局地的な大雨となった。8月19日深夜から20日未明にかけて局地的に半日で200mmを超える集中豪雨となった広島市北部付近では、バックビルディング現象により強い降水帯が連続して通過したことが豪雨の原因と指摘されている。
また、この西谷の一因としては、東南アジアや南アジアにおける、大気が湿っている際に発生する積雲対流の活動の不活性化によるものと考えられる。

## 記録
雨天続きと度々の大雨により、西日本では8月の月間降水量が多くなり、かつ、日照不足となった。西日本平均の8月月間降水量は平年の2.7倍で1946年の統計開始以降最多を記録した一方、8月の日照時間は平年の48%でこちらは1946年の統計開始以降最少を記録した。

### 降水量
各地域の月間降水量では、高知県香美市繁藤のアメダス観測所で平年の6.7倍の2398.0mm、徳島市で平年の6.1倍の1065.5mm（1891年からの観測史上最多）、高知市で平年の5.5倍の1561.0mm（1920年からの観測史上最多）を記録したのをはじめとして、北陸・近畿・中国・四国・九州北部で平年の2倍以上となった。その他、兵庫県洲本市で5.3倍、和歌山市で平年の5.2倍を記録するなど全国17地点で、8 月度の最大総降水量1位を更新した。ただ、南西諸島は少雨だった。

### 日照時間
月間の日照時間は近畿の太平洋側と中国・四国・九州北部で平年の4割から5割、近畿の太平洋側と東海・北陸・東北の日本海側で6割から7割となった。境（鳥取県）をはじめ全国29地点で、8月の月間日照時間の最小値を更新した。
8月度の西日本では、曇りや雨などによる日照時間の低下により2009年来の低温を招いた。具体的な各地の8月度の平均気温は、西郷（島根県）、福岡などで平年比－1.6℃を、松江、飯塚（福岡）などで平年比－1.5℃を、岡山、広島、徳島、多度津（香川県）、平戸（長崎県）などで平年比－1.3℃を記録した。また、大阪地方管区気象台によると、大阪市の8月度の猛暑日は、平成5年の冷夏以来のゼロ日となった。
ただ、北日本や東日本、南西諸島などは平年並みないし平年よりも高い気温を記録した。

## 被害

### 台風11号と12号によるもの
7月29日に発生した台風11号と同月30日に発生した台風12号は大雨を降らし、日本国内において1道2府32県に建築物および人的被害をもたらした。以下は、2014年8月18日消防庁が発表した7月29日から8月9日までの台風と台風によって引き起こされた大雨による全国の被害状況。
| 人的被害（人） | 人的被害（人） | 人的被害（人） | 人的被害（人） | 住宅等被害（棟） | 住宅等被害（棟） | 住宅等被害（棟） | 住宅等被害（棟） | 住宅等被害（棟） | 非住宅被害（棟） | 非住宅被害（棟） |
| 死者           | 不明者         | 重傷者         | 軽傷者         | 全壊             | 半壊             | 一部損壊         | 床上浸水         | 床下浸水         | 公共建築         | その他           |
| -------------- | -------------- | -------------- | -------------- | ---------------- | ---------------- | ---------------- | ---------------- | ---------------- | ---------------- | ---------------- |
| 6              | 0              | 74             | 14             | 10               | 10               | 680              | 1,562            | 4,402            | 23               | 531              |

## 影響

### 8月16日からの大雨によるもの
- 但し、広島市の土砂災害による被害については平成26年8月豪雨による広島市の土砂災害#被害に記載している。
- 高速道路
  - 京都府、兵庫県、福岡県、長崎県それぞれ合計5区間で通行止めとなり、4区間では同日中に規制解除となった。
  - 8月17日から土砂の流入のため通行止めになっていた舞鶴若狭自動車道、綾部IC－福知山ICの間は、8月22日から通行止め解除となった[24]。
- 一般道路
  - 青森県、秋田県、石川県、静岡県、岐阜県、京都府、兵庫県、高知県内の合計7府県の国道の各地点で通行止めが発生した。特に、京都府福知山市と丹波市の国道9号と国道175号に多数の影響が発生し、丹波市市島では道路の陥没と橋台の洗掘が発生した[25]。
  - 北海道から九州まで合計14道府県などの道府県道の各地点でも通行止めが発生した。
- 鉄道
  - 全国10事業者19路線において運休が発生した。また、JR西日本の福知山線は、石生駅から福知山駅までの間の駅舎と線路の冠水により8月17日から9月2日まで運休した[26]。JR北海道の宗谷本線でも、名寄駅から幌延駅までの間の土砂の流入により8月24日から26日まで運休した[25][27]。
- 観光
  - 京都府北部、福知山市などでは、16日からの豪雨の影響により「福知山ドッコイセまつり」後半日程（8月24-25日）のプログラム中止や、福知山城、佐藤太清記念館、丹波生活衣館、治水記念館など4施設の休館、など観光に影響が出た[28]。

### 共通事項
- 観光

この時期は、お盆休みと重なり、数多くの花火大会などの観光イベントが多く行われる時期であるが、そのイベントの多くが相次いで中止・延期となった。
特に西日本地方では花火大会が会場付近（多くは河川敷）の浸水被害により、安全が確保できないという影響もあり、雨天順延・延期用の予備日も含めて完全中止（開催取消し）となったものが多く相次いだ。
2013年に引き続いて、2014年11月23日の福知山マラソン（第24回大会）も、昨年9月に発生した「平成25年台風第18号」の影響でマラソンコース沿いの洪水被害で中止（第23回大会）を発表したが、当豪雨により2年連続して開催断念が危ぶまれる。だがボランティアらの復興活動が順調に進んだ事により、2012年（第22回大会）以来2年振りに同マラソンが決行された。

## 対応
- 8月16日
  - 15時35分、神戸地方気象台は、大雨洪水警報を発表した[30]。
  - 13時20分、京都地方気象台は、福知山市に大雨警報を、20時38分、洪水警報を発表した[31]。
  - 20時49分、京都地方気象台は、福知山市旧市街地に土砂災害警戒情報を発表した[31]。
- 8月17日
  - 0時20分、兵庫県は、丹波市に土砂災害警戒情報を発表した[32]。
  - 1時15分、丹波市は災害対策本部を設置した[32]。
  - 3時5分、丹波市は美和地区673世帯1,791人に、同日3時23分、生郷地区1,643世帯4,458人合計4,575世帯に避難勧告を発令する[32]。
  - 3時35分、兵庫県知事は、自衛隊派遣を要請した[33]。
  - 7時5分、福知山市は、京都府知事を通して自衛隊派遣の要請を決定した[33][34]。
  - 10時15分、兵庫県は、災害対策本部を設置した[35]。
  - 京都府、福知山市、舞鶴市、綾部市は、災害対策本部を設置した。
  - 京都府は、福知山市に対し、兵庫県は、丹波市に対し、災害救助法の適用を決定した[36]。
- 8月18日
  - 内閣府と京都府は、被災者生活再建支援法の適用を決定した。
  - 京都府知事は、被災地を視察し、府9月度補正予算に豪雨災害の対策を盛り込むことを表明した。
  - 兵庫県知事は、内閣府副大臣に激甚災害指定を求めた[37]。
  - 福知山市は大雨災害特別対策チームを発足させた[38]。
- 8月19日
  - 内閣府と兵庫県は、被災者生活再建支援法の適用を決定した[39]。
  - 京都府と福知山市は、被災者に対して、府営住宅と市営住宅の合計80戸の提供を決定した[40]。
  - 福知山市は、市街地の浸水により、家庭からのものだけでなく、事業者から出される大量の災害ゴミへの収集機能が追い付かなくなったため、19日に兵庫県豊岡市から、20日に京都府綾部市、舞鶴市など11市からゴミ収集の応援を要請した。[41]
- 8月20日
  - 広島市で土砂災害が発生。
- 8月24日
  - 北海道礼文町で大雨による土砂災害が発生し、二名が死亡した[42]。
- 9月5日
  - 政府は、平成26年8月豪雨による被害を激甚災害に指定した[43]。